# José Bellocq
José Bellocq (Peñón de Gibraltar, 29 de diciembre de 1887-Buenos Aires, 2 de octubre de 1995) fue un futbolista gibraltareño nacionalizado argentino que se desempeñó en la posición de guardameta. Su primer club fue Boca Juniors.

## Carrera y biografía
Nacido el 29 de diciembre de 1887 en Gibraltar, llegó a la Argentina en 1909 para formar parte del plantel de Boca Juniors. Compartió elenco con su compatriota, el también gibraltareño Rafael Pratt. Cabe destacar que fue el segundo jugador europeo en jugar en un club argentino. Formó parte de los planteles de Boca entre 1909 y 1910. Debutó el 19 de octubre de ese año ante Belgrano Athletic en esa entidad. Su compatriota fue un gran scorer, que marcó 9 goles en 18 partidos jugados. Se retiró del club en el año 1911.

## Nacionalidad
A pesar de ser gibraltareño, desarrolló la mayor parte de su carrera en Argentina y se nacionalizó argentino.

## Clubes
| Club         | País      | Año       |
| ------------ | --------- | --------- |
| Boca Juniors | Argentina | 1909-1911 |